# Латвия на летних Олимпийских играх 2024
Латвию на летних Олимпийских играх 2024 года представляли 29 спортсменов в 11 видах спорта. Знаменосцами сборной на церемонии открытия Игр были олимпийский чемпион по баскетболу 3×3 Наурис Миезис и двукратная чемпионка Европы по пляжному волейболу Тина Граудиня.
Делегация Латвии была наименьшей за всё время участия в летних Олимпийских играх после восстановления независимости страны, и второй раз (ранее — в 2016 году) латвийские спортсмены не смогли завоевать ни одной медали. Лучшими результатами стали 4-е место сборной по баскетболу 3×3, а также 5-е место велогонщика Тома Скуйиньша в групповой гонке и 5-е место Тины Граудини и Анастасии Самойловой в турнире по пляжному волейболу.

## Квалификация
| № п/п | Вид спорта            | Мужчины        | Мужчины                | Женщины        | Женщины                | Всего          | Всего                  |
| № п/п | Вид спорта            | Завоевано квот | Количество спортсменов | Завоевано квот | Количество спортсменов | Завоевано квот | Количество спортсменов |
| ----- | --------------------- | -------------- | ---------------------- | -------------- | ---------------------- | -------------- | ---------------------- |
| 1     | Баскетбол 3×3         | 1              | 4                      |                |                        | 1              | 4                      |
| 2     | Велоспорт             | 5              | 4                      | 2              | 2                      | 7              | 6                      |
| 3     | Конный спорт          | 1              | 1                      |                |                        | 1              | 1                      |
| 4     | Лёгкая атлетика       | 3              | 3                      | 5              | 5                      | 8              | 8                      |
| 5     | Плавание              | 1              | 1                      | 1              | 1                      | 2              | 2                      |
| 6     | Пляжный волейбол      |                |                        | 1              | 2                      | 1              | 2                      |
| 7     | Прыжки в воду         |                |                        | 1              | 1                      | 1              | 1                      |
| 8     | Современное пятиборье | 1              | 1                      |                |                        | 1              | 1                      |
| 9     | Стрельба              | 1              | 1                      | 1              | 1                      | 2              | 2                      |
| 10    | Теннис                |                |                        | 1              | 1                      | 1              | 1                      |
| 11    | Тяжёлая атлетика      | 1              | 1                      |                |                        | 1              | 1                      |
|       | ИТОГО                 | 14             | 16                     | 12             | 13                     | 26             | 29                     |

## Состав команды
Баскетбол 3×3
1. Наурис Миезис[латыш.]
2. Карлис Ласманис[латыш.]
3. Францис Лацис[латыш.]
4. Зигмар Раймо[латыш.]

Велоспорт
 Шоссейный велоспорт
1. Том Скуйиньш
2. Анастасия Карбонари[англ.]

 Маунтинбайк
1. Мартиньш Блумс

 BMX
1. Кристен Кригерс[англ.]
2. Эрнест Зеболдс
3. Вероника Моника Стуришка

 Конный спорт
1. Кристапс Неретниекс

 Лёгкая атлетика
1. Патрик Гайлумс[англ.]
2. Гатис Чакш[англ.]
3. Валтер Крейшс
4. Лина Музе
5. Гунта Вайчуле[англ.]
6. Агате Цауне
7. Анете Сиетиня[англ.]
8. Рута Кате Ласмане[англ.]

 Плавание
1. Даниил Бобров[англ.]
2. Иева Малюка[англ.]

 Пляжный волейбол
1. Тина Граудиня
2. Анастасия Самойлова

 Прыжки в воду
1. Джея Делания Патрика

 Современное пятиборье
1. Павел Швецов[англ.]

 Стрельба
1. Лаурис Страутманис[англ.]
2. Агате Рашмане[англ.]

 Теннис
1. Елена Остапенко

 Тяжёлая атлетика
1. Ритварс Сухаревс

## Баскетбол 3×3
Мужская сборная Латвии завоевала право выступить в олимпийском турнире, выиграв Универсальный олимпийский квалификационный турнир в Гонконге.
| Команда | Соревнование   | Групповая стадия | Групповая стадия   | Групповая стадия | Групповая стадия | Групповая стадия | Групповая стадия | Групповая стадия | Групповая стадия | Четвертьфиналы | Полуфиналы      | Финал / Матч за 3 место | Финал / Матч за 3 место |
| Команда | Соревнование   | Соперник Счёт    | Соперник Счёт      | Соперник Счёт    | Соперник Счёт    | Соперник Счёт    | Соперник Счёт    | Соперник Счёт    | Место            | Соперник Счёт  | Соперник Счёт   | Соперник Счёт           | Место                   |
| ------- | -------------- | ---------------- | ------------------ | ---------------- | ---------------- | ---------------- | ---------------- | ---------------- | ---------------- | -------------- | --------------- | ----------------------- | ----------------------- |
| Латвия  | Мужской турнир | Литва В 21:14    | Нидерланды В 21:12 | Китай В 22:8     | США В 21:19      | Франция В 22:20  | Сербия В 21:14   | Польша В 22:16   | 1 SF             | —              | Франция П 14:21 | Литва П 18:21           | 4                       |

Состав команды
- Наурис Миезис[латыш.]
- Карлис Ласманис[латыш.]
- Францис Лацис[латыш.]
- Зигмар Раймо[латыш.]

Групповой этап
| Поз | Команда     | И | В | П | ОЗ  | ОП  | РО  | Квалификация  |
| --- | ----------- | - | - | - | --- | --- | --- | ------------- |
| 1   | Латвия      | 7 | 7 | 0 | 147 | 103 | +44 | Полуфинал     |
| 2   | Нидерланды  | 7 | 5 | 2 | 133 | 112 | +21 | Полуфинал     |
| 3   | Литва       | 7 | 4 | 3 | 134 | 125 | +9  | Четвертьфинал |
| 4   | Сербия      | 7 | 4 | 3 | 129 | 123 | +6  | Четвертьфинал |
| 5   | Франция (Х) | 7 | 3 | 4 | 131 | 132 | −1  | Четвертьфинал |
| 6   | Польша      | 7 | 2 | 5 | 116 | 139 | −23 | Четвертьфинал |
| 7   | США         | 7 | 2 | 5 | 116 | 138 | −22 |               |
| 8   | Китай       | 7 | 1 | 6 | 107 | 141 | −34 |               |

Плей-офф
|  | Четвертьфинал | Четвертьфинал   |           |    | Полуфинал | Полуфинал         |                   |  | Финал | Финал |
|  |               |                 |           |    |           |                   |                   |  |       |       |
|  |               |                 |           |    |           |                   |                   |  |       |       |
|  |               |                 |           |    |           |                   |                   |  |       |       |
|  |               |                 |           |    |           |                   |                   |  |       |       |
|  | 5 августа     |                 |           |    |           |                   |                   |  |       |       |
|  |               |                 |           |    |           |                   |                   |  |       |       |
|  | Латвия        | 14              |           |    |           |                   |                   |  |       |       |
|  | Латвия        | 14              | 4 августа |    |           |                   |                   |  |       |       |
|  |               |                 | Франция   | 21 |           |                   |                   |  |       |       |
|  | Сербия        | 19              | Франция   | 21 |           |                   |                   |  |       |       |
|  | Сербия        | 19              | 5 августа |    |           |                   |                   |  |       |       |
|  | Франция       | 22              |           |    |           |                   |                   |  |       |       |
|  | Франция       | 22              | Франция   | 17 |           |                   |                   |  |       |       |
|  |               |                 | Франция   | 17 |           |                   |                   |  |       |       |
|  |               | Нидерланды (ОТ) | 18        |    |           |                   |                   |  |       |       |
|  |               | Нидерланды (ОТ) | 18        |    |           |                   |                   |  |       |       |
|  | 5 августа     |                 |           |    |           |                   |                   |  |       |       |
|  |               |                 |           |    |           |                   |                   |  |       |       |
|  | Нидерланды    | 20              |           |    |           |                   |                   |  |       |       |
|  | Нидерланды    | 20              | 4 августа |    |           |                   |                   |  |       |       |
|  |               |                 | Литва     | 9  |           | Матч за 3-е место | Матч за 3-е место |  |       |       |
|  | Литва         | 21              | Литва     | 9  |           | Матч за 3-е место | Матч за 3-е место |  |       |       |
|  | Литва         | 21              | 5 августа |    |           |                   |                   |  |       |       |
|  | Польша        | 15              |           |    |           |                   |                   |  |       |       |
|  | Польша        | 15              | Латвия    | 18 |           |                   |                   |  |       |       |
|  |               |                 |           |    |           |                   |                   |  |       |       |
|  | Литва         | 21              |           |    |           |                   |                   |  |       |       |
|  | Литва         | 21              |           |    |           |                   |                   |  |       |       |

## Велоспорт

### Шоссейные велогонки
Латвия получила по рейтингу UCI по одному месту в мужской и женской групповых гонках на шоссе, а также одно место в мужской индивидуальной гонке с раздельным стартом.
Мужчины
| Спортсмен    | Дисциплина      | Время   | Место |
| ------------ | --------------- | ------- | ----- |
| Том Скуйиньш | Групповая гонка | 6:20.50 | 5     |

Женщины
| Спортсмен           | Дисциплина      | Время   | Место |
| ------------------- | --------------- | ------- | ----- |
| Анастасия Карбонари | Групповая гонка | 4:10.47 | 69    |

### Маунтинбайк
Латвия завоевала одно место в мужские соревнования по маунтинбайку по результатам Чемпионата мира по маунтинбайку 2023 года в Глазго, Великобритания.
| Спортсмен      | Дисциплина   | Время   | Место |
| -------------- | ------------ | ------- | ----- |
| Мартиньш Блумс | Кросс-кантри | 1:29.11 | 17    |

### BMX
BMX-гонки
Латвия завоевала одно место в мужские соревнования по результатам Чемпионата мира по велоспорту UCI 2023 года в Глазго, Великобритания и одно место в женские соревнования в результате перераспределения квот.
| Спортсмен                | Категория | Четвертьфиналы | Четвертьфиналы | Гонка последнего шанса | Гонка последнего шанса | Полуфиналы            | Полуфиналы            | Финал                 | Финал                 | Итог |
| Спортсмен                | Категория | Результат      | Место          | Время                  | Место                  | Результат             | Место                 | Результат             | Место                 | Итог |
| ------------------------ | --------- | -------------- | -------------- | ---------------------- | ---------------------- | --------------------- | --------------------- | --------------------- | --------------------- | ---- |
| Кристен Кригерс          | Мужчины   | 26             | 24             | завершил выступление   | завершил выступление   | завершил выступление  | завершил выступление  | завершил выступление  | завершил выступление  | 24   |
| Вероника Моника Стуришка | Женщины   | 19             | 18             | 2.15,767               | 8                      | завершила выступление | завершила выступление | завершила выступление | завершила выступление | 20   |

BMX-фристайл
Латвия завоевала одно место в мужские соревнования по BMX-фристайлу в результате перераспределения квот.
| Спортсмен      | Категория | Квалификация | Квалификация | Финал     | Финал |
| Спортсмен      | Категория | Результат    | Место        | Результат | Место |
| -------------- | --------- | ------------ | ------------ | --------- | ----- |
| Эрнест Зеболдс | Мужчины   | 84,60        | 9 Q          | 87,14     | 8     |

## Конный спорт
Латвия получила одно место в личные соревнования по конкуру в соответствии с олимпийским рейтингом FEI.
Конкур
| Спортсмен           | Лошадь        | Дисциплина    | Квалификация | Квалификация | Квалификация | Финал                | Финал                | Финал                |
| Спортсмен           | Лошадь        | Дисциплина    | Штраф        | Время        | Место        | Штраф                | Время                | Место                |
| ------------------- | ------------- | ------------- | ------------ | ------------ | ------------ | -------------------- | -------------------- | -------------------- |
| Кристапс Неретниекс | Palladium KJV | Личный турнир | 12           | 73,66        | 56           | завершил выступление | завершил выступление | завершил выступление |

## Лёгкая атлетика
Латвийские легкоатлеты выполнили нормативы для участия в Играх 2024 года, пройдя прямую квалификацию или по мировому рейтингу, в следующих соревнованиях (максимум по 3 спортсмена в каждом):
Беговые дисциплины
Женщины
| Спортсмен     | Дисциплина         | Предварительный раунд | Предварительный раунд | Утешительный забег    | Утешительный забег    | Полуфиналы            | Полуфиналы            | Финал                 | Финал                 |
| Спортсмен     | Дисциплина         | Время                 | Место                 | Время                 | Место                 | Время                 | Место                 | Время                 | Место                 |
| ------------- | ------------------ | --------------------- | --------------------- | --------------------- | --------------------- | --------------------- | --------------------- | --------------------- | --------------------- |
| Гунта Вайчуле | Бег на 400 метров  | 51,13                 | 22 R                  | 50,93                 | 8                     | завершила выступление | завершила выступление | завершила выступление | завершила выступление |
| Агате Цауне   | Бег на 5000 метров | 15.38,19              | 33                    | завершила выступление | завершила выступление | завершила выступление | завершила выступление | завершила выступление | завершила выступление |

Технические дисциплины
Мужчины
| Спортсмен      | Дисциплина      | Полуфиналы     | Полуфиналы     | Финал                | Финал                |
| Спортсмен      | Дисциплина      | Результат      | Место          | Результат            | Место                |
| -------------- | --------------- | -------------- | -------------- | -------------------- | -------------------- |
| Патрик Гайлумс | Метание копья   | 77,26          | 25             | завершил выступление | завершил выступление |
| Гатис Чакш     | Метание копья   | без результата | без результата | завершил выступление | завершил выступление |
| Валтер Крейшс  | Прыжки с шестом | 5,70           | 11 q           | 5,50                 | 12                   |

Женщины
| Спортсмен         | Дисциплина     | Полуфиналы | Полуфиналы | Финал                 | Финал                 |
| Спортсмен         | Дисциплина     | Результат  | Место      | Результат             | Место                 |
| ----------------- | -------------- | ---------- | ---------- | --------------------- | --------------------- |
| Лина Музе         | Метание копья  | 60,30      | 17         | завершила выступление | завершила выступление |
| Анете Сиетиня     | Метание копья  | 60,47      | 15         | завершила выступление | завершила выступление |
| Рута Кате Ласмане | Тройной прыжок | 13,76      | 22         | завершила выступление | завершила выступление |

## Плавание
Латвийские пловцы получили два универсальные места для участия в олимпийском турнире.
Мужчины
| Спортсмен     | Дисциплина  | Заплывы | Заплывы | Полуфиналы           | Полуфиналы           | Финал                | Финал                |
| Спортсмен     | Дисциплина  | Время   | Место   | Время                | Место                | Время                | Место                |
| ------------- | ----------- | ------- | ------- | -------------------- | -------------------- | -------------------- | -------------------- |
| Даниил Бобров | 200 м брасс | 2.13,66 | 21      | завершил выступление | завершил выступление | завершил выступление | завершил выступление |

Женщины
| Спортсмен   | Дисциплина     | Заплывы | Заплывы | Полуфиналы            | Полуфиналы            | Финал                 | Финал                 |
| Спортсмен   | Дисциплина     | Время   | Место   | Время                 | Место                 | Время                 | Место                 |
| ----------- | -------------- | ------- | ------- | --------------------- | --------------------- | --------------------- | --------------------- |
| Иева Малюка | 200 м комплекс | 2.15,79 | 26      | завершила выступление | завершила выступление | завершила выступление | завершила выступление |

## Пляжный волейбол
Латвия получила одну квоту на участие в женском олимпийском турнире по пляжному волейболу на основании Олимпийского рейтинга FIVB.
| Спортсмены                        | Категория | Предварительный раунд               | Предварительный раунд             | Предварительный раунд                    | Предварительный раунд | 1/8 финала                       | Четвертьфиналы                | Полуфиналы            | Финал / Матч за 3 место | Место |
| Спортсмены                        | Категория | Соперник Счёт                       | Соперник Счёт                     | Соперник Счёт                            | Место                 | Соперник Счёт                    | Соперник Счёт                 | Соперник Счёт         | Соперник Счёт           | Место |
| --------------------------------- | --------- | ----------------------------------- | --------------------------------- | ---------------------------------------- | --------------------- | -------------------------------- | ----------------------------- | --------------------- | ----------------------- | ----- |
| Тина Граудиня Анастасия Самойлова | Женщины   | SUIЭ. Бёбнер / З. Верже-Депре П 0:2 | PARХ. Полетти / М. Вальенте В 2:0 | CANМ. Умана-Паредес / Б. Уилкерсон В 2:0 | 2                     | GERС. Мюллер / Ц. Тилльман В 2:1 | BRAА. Рамос / Э. Лижбоа П 0:2 | завершили выступление | завершили выступление   | 5     |

## Прыжки в воду
Латвия получила одно место в женские индивидуальные соревнования на 10-метровой вышке в результате перераспределения квот.
| Спортсмен            | Дисциплина                 | Квалификация | Квалификация | Полуфинал             | Полуфинал             | Финал                 | Финал                 |
| Спортсмен            | Дисциплина                 | Баллы        | Место        | Баллы                 | Место                 | Баллы                 | Место                 |
| -------------------- | -------------------------- | ------------ | ------------ | --------------------- | --------------------- | --------------------- | --------------------- |
| Джея Делания Патрика | Женщины, 10-метровая вышка | 259,30       | 22           | завершила выступление | завершила выступление | завершила выступление | завершила выступление |

## Современное пятиборье
Латвия получила одно место в мужские индивидуальные соревнования пятиборцев в результате перераспределения квот.
| Спортсмен    | Дисциплина     | Фехтование (шпага до 1 укола) | Фехтование (шпага до 1 укола) | Фехтование (шпага до 1 укола) | Фехтование (шпага до 1 укола) | Плавание (200 м вольный стиль) | Плавание (200 м вольный стиль) | Плавание (200 м вольный стиль) | Конный спорт (конкур) | Конный спорт (конкур) | Конный спорт (конкур) | Конный спорт (конкур) | Комбинация: стрельба и бег (10 м пистолет)/(3200 м) | Комбинация: стрельба и бег (10 м пистолет)/(3200 м) | Комбинация: стрельба и бег (10 м пистолет)/(3200 м) | Сумма | Место |
| Спортсмен    | Дисциплина     | ОР                            | БР                            | Место                         | Баллы                         | Время                          | Место                          | Баллы                          | Штраф                 | Время                 | Место                 | Баллы                 | Время                                               | Место                                               | Баллы                                               | Сумма | Место |
| ------------ | -------------- | ----------------------------- | ----------------------------- | ----------------------------- | ----------------------------- | ------------------------------ | ------------------------------ | ------------------------------ | --------------------- | --------------------- | --------------------- | --------------------- | --------------------------------------------------- | --------------------------------------------------- | --------------------------------------------------- | ----- | ----- |
| Павел Швецов | Мужской турнир | 23                            | 0                             | 3                             | 240                           | 2.03,71                        | 10                             | 303                            | 3                     | 57,47                 | 16                    | 279                   | 11.10,97                                            | 18                                                  | 630                                                 | 1452  | 17    |

## Стрельба
Латвия завоевала одно место в олимпийский турнир стрелков на Чемпионате мира по стрельбе 2023 года в Баку, Азербайджан. Еще по одному месту Латвия получила в соответствии с Мировым Олимпийским рейтингом и благодаря квалификации стрелков в других дисциплинах согласно правилам ISSF.
Мужчины
| Спортсмен          | Дисциплина                         | Квалификация | Квалификация | Полуфинал            | Полуфинал            | Финал                | Финал                |
| Спортсмен          | Дисциплина                         | Баллы        | Место        | Баллы                | Место                | Баллы                | Место                |
| ------------------ | ---------------------------------- | ------------ | ------------ | -------------------- | -------------------- | -------------------- | -------------------- |
| Лаурис Страутманис | Пневматический пистолет, 10 метров | 572          | 21           | завершил выступление | завершил выступление | завершил выступление | завершил выступление |

Женщины
| Спортсмен     | Дисциплина                         | Квалификация | Квалификация | Полуфинал             | Полуфинал             | Финал                 | Финал                 |
| Спортсмен     | Дисциплина                         | Баллы        | Место        | Баллы                 | Место                 | Баллы                 | Место                 |
| ------------- | ---------------------------------- | ------------ | ------------ | --------------------- | --------------------- | --------------------- | --------------------- |
| Агате Рашмане | Пневматический пистолет, 10 метров | 570          | 23           | завершила выступление | завершила выступление | завершила выступление | завершила выступление |
| Агате Рашмане | Пистолет, 25 метров                | 568          | 13           | завершила выступление | завершила выступление | завершила выступление | завершила выступление |

## Теннис
Латвия получила одно место в женский одиночный турнир по рейтингу WTA. 
| Спортсмен       | Дисциплина         | 1/32 финала                 | 1/16 финала           | 1/8 финала            | Четвертьфиналы        | Полуфиналы            | Финал / За 3 место    | Финал / За 3 место    |
| Спортсмен       | Дисциплина         | Соперник Счёт               | Соперник Счёт         | Соперник Счёт         | Соперник Счёт         | Соперник Счёт         | Соперник Счёт         | Место                 |
| --------------- | ------------------ | --------------------------- | --------------------- | --------------------- | --------------------- | --------------------- | --------------------- | --------------------- |
| Елена Остапенко | Женщины, одиночный | COLКамила Осорио П 4:6, 3:6 | завершила выступление | завершила выступление | завершила выступление | завершила выступление | завершила выступление | завершила выступление |

## Тяжёлая атлетика
Латвия получила одно место в мужских соревнованиях в соответствии с олимпийским рейтингом IWF.
| Спортсмен        | Категория        | Рывок     | Рывок | Толчок    | Толчок | Всего | Место |
| Спортсмен        | Категория        | Результат | Место | Результат | Место  | Всего | Место |
| ---------------- | ---------------- | --------- | ----- | --------- | ------ | ----- | ----- |
| Ритварс Сухаревс | Мужчины до 73 кг | 147       | DNF   | —         | —      | —     | DNF   |